# Kościół św. Rocha w Radomsku
Kościół pw. św. Rocha w Radomsku – kościół parafialny rzymskokatolickiej parafii św. Rocha w Radomsku w Stobiecku Miejskim.

## Historia
Kościół pw. św. Rocha jest kościołem drewnianym. Powstał w roku 1502. Posiada on gotycko-renesansowy tryptyk z 1519 roku, którego środkowa część przedstawia Świętą Rodzinę, zewnętrzne boczne skrzydła to cztery sceny Męki Pańskiej.

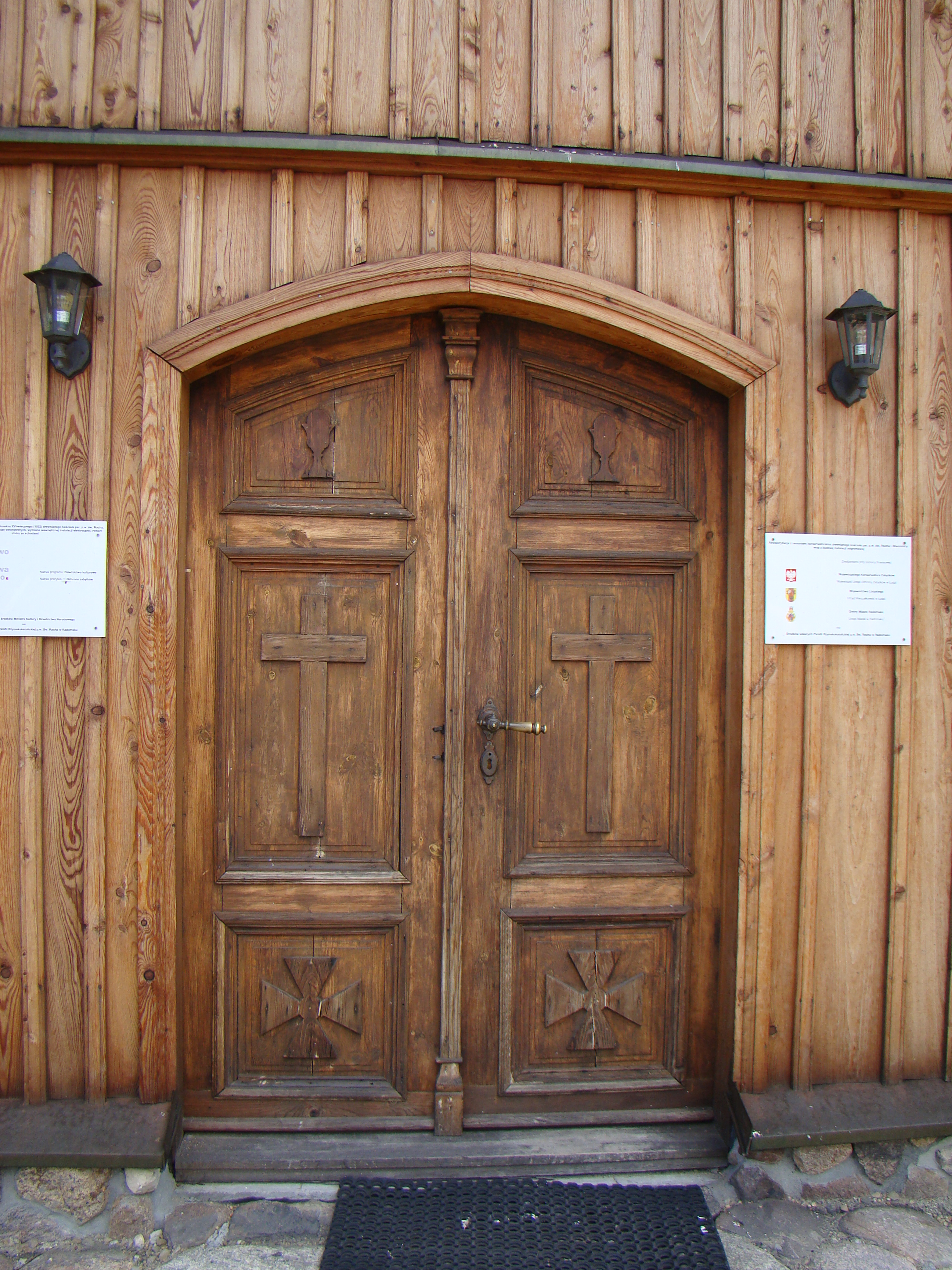
Wejście do świątyni

Wewnątrz przedstawiono postacie św. Jana Jałmużnika, św. Zofii z córkami, św. Marii Magdaleny i św. Wita. Kościół odrestaurowano w XVIII wieku. Z tego czasu pochodzą: krucyfiks, drewniana dzwonnica oraz belka dotycząca budowy kościoła.
W czasie renowacji (1952) powrócono do oryginalnych malowideł, usuwając te z 1615 roku.
Tuż za kościołem jest budowana nowa świątynia pw. św. Joachima i Anny, jednak w starym kościele nadal odprawiane są msze święte. Nad tylnym wejściem znajduje się obraz patrona.
W 2010 r. kościół został gruntownie odremontowany.